# Figuier stérile
Ne doit pas être confondu avec Parabole du figuier.
 (septembre 2024).
Si vous disposez d'ouvrages ou d'articles de référence ou si vous connaissez des sites web de qualité traitant du thème abordé ici, merci de compléter l'article en donnant les références utiles à sa vérifiabilité et en les liant à la section « Notes et références ».

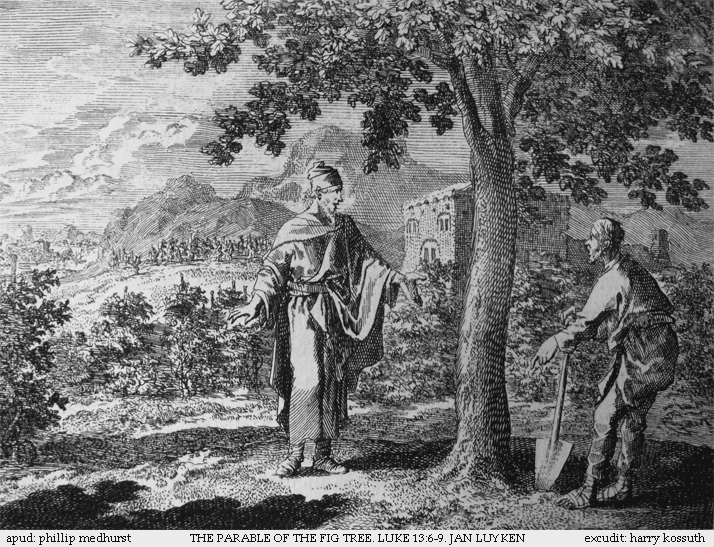
Gravure de Jan Luyken.

Le Figuier stérile est une parabole du Christ racontée dans l'Évangile selon Luc, 13:6-9. Elle ne doit pas être confondue avec une autre parabole, celle du Figuier en bourgeons, prononcée avant la Passion. Elle aborde les sujets du pardon et de l'importance de donner du fruit.
Dans le domaine de l'exégèse biblique, elle fait partie du Sondergut de cet évangile.

## Texte
Évangile selon Luc, chapitre 13, versets 6 à 9 :
« Il leur disait encore la parabole que voici : « Un homme avait un figuier planté dans sa vigne. Il vint y chercher des fruits et n'en trouva pas. Il dit alors au vigneron : Voilà trois ans que je viens chercher des fruits sur ce figuier, et je n'en trouve pas. Coupe-le ; pourquoi donc occupe-t-il la terre pour rien ? Mais celui-ci, répondant, lui dit : Maître, laisse-le cette année encore, le temps que je creuse tout autour et que je mette du fumier. Peut-être donnera-t-il des fruits à l'avenir. Sinon, certes, tu le couperas. »

## Interprétation

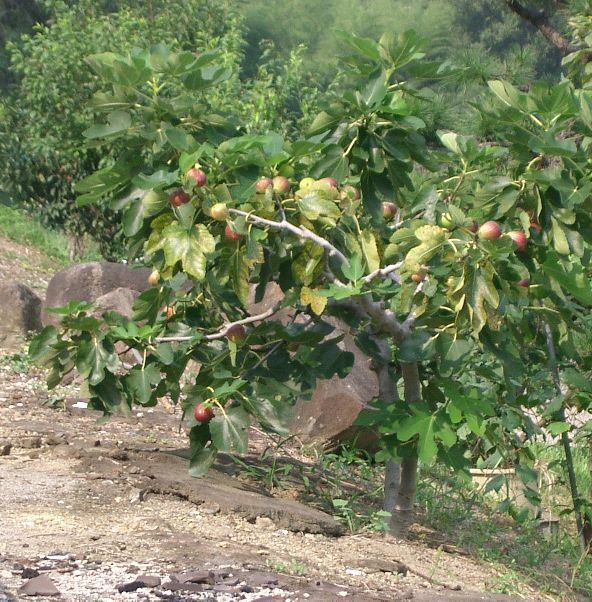
Figuier avec ses fruits, tel qu'espère le vigneron.

Il existe plusieurs interprétations possibles de cette parabole.
L'interprétation traditionnelle est que le maître représente Dieu le Père et le vigneron Jésus-Christ. Le figuier est un symbole fréquent de la terre d'Israël. Jésus propose une dernière chance au peuple d'Israël, et par là-même à l'humanité, pour la repentance, dans une perspective eschatologique. Les exégètes mettent cette parabole en parallèle avec la péricope du figuier maudit.
Grégoire le Grand, Docteur de l'Église, consacre une partie de son homélie 31 à cette parabole. Il dit clairement qu'il faut demander pardon à Dieu pour ses fautes. L'homme que représente le figuier est trop dans la désobéissance des commandements apportés par le Christ, et ne donne plus de fruits à cause de ses fautes. Seule la repentance pourra le sauver . Cette parabole précède celle de la femme courbée, et lui est relativement similaire dans la pensée.